# Luis Ángel Firpo
Luis Ángel Firpo (Junín, Buenos Aires, 11 de octubre de 1894 - Buenos Aires, 7 de agosto de 1960) fue un boxeador argentino conocido como El Toro de las Pampas y considerado como el padre del boxeo profesional argentino.
El 14 de septiembre de 1923 enfrentó a Jack Dempsey en la llamada pelea del siglo por el título mundial de peso completo. En la misma, Firpo logró proyectar a su oponente fuera del ring, pero no fue suficiente para derrotar a Dempsey quien terminó quedándose con la victoria. Cabe resaltar que tras haber sido sacado del ring por Firpo, Dempsey no había retornado al cuadrilátero por sus propios medios, lo que terminó envolviendo la definición en un halo de polémica.
Durante su carrera, Firpo derrotó a hombres tales como Jess Willard, Bill Brennan, Homer Smith, Charley Weinert, Erminio Spalla, Al Reich, Dave Mills (en el Hippodrome Circo), Jack Herman y Walter Lodge.

## Infancia y juventud
Agustín comenzó a trabajar en la zapatería Bazzani. La pareja tuvo cuatro hijos: Serafina, Luis Ángel, Alfredo y Juan. Al nacer este último, en 1902, falleció la madre.
El segundo hijo de la pareja nació el jueves 11 de octubre de 1894 en el hogar de la familia, ubicado en la calle Lavalle 215 de la ciudad de Junín. Fue bautizado en la antigua Iglesia San Ignacio con los nombre Luis Ángel. Sus padrinos fueron Francisco Minotti y Teresa Anselmo
Desde pequeño Luis sufrió malestares en los oídos, por lo que sus padres debieron llevarlo a Buenos Aires para curarlo, en 1898. De regreso a Junín, la familia vivió en una quinta ubicada en las cercanías del Tiro Federal. Luis comenzó su educación primaria en la escuela n.º 8.
Cuando tenía 12 años, su padre lo llevó a Buenos Aires, donde se desempeñó como empleado en un restaurante, en la Unión Telefónica y en una farmacia. Se afincó en el barrio de Boedo, y se convirtió en simpatizante del Club Atlético San Lorenzo de Almagro.

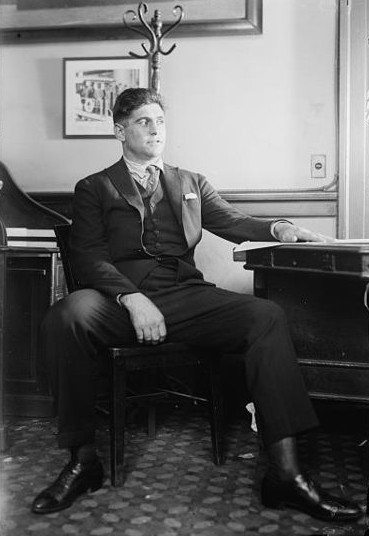
Luis Ángel Firpo.

Luis Firpo fue exceptuado del servicio militar argentino, debido a su vieja dolencia en los oídos. 
Una anécdota de su juventud da una idea de su fortaleza. Luis trabajaba como cobrador en una fábrica de ladrillos refractarios, y en una oportunidad fue asaltado por 3 personas mientras caminaba por la calle con una suma de dinero. Los sujetos lo amenazaron para que entregara el dinero. Sin mediar palabra, con la serenidad que lo caracterizaba, Firpo utilizó sus terribles puños. Dos de los ladrones quedaron nocaut y el tercero tuvo que huir para no seguir la misma suerte.
Félix Bunge era el dueño de la fábrica de ladrillos refractarios donde trabajaba Luis, y supo valorar las condiciones del muchacho. Lo ayudó incluso materialmente para que pudiera iniciar su carrera como boxeador.
Existe otra anécdota similar. Cuando recién comenzaba a practicar boxeo y residía en Villa Crespo, al llegar un día a su casa observó que su padre era increpado por otro hombre. Firpo mantuvo su habitual serenidad hasta que no resistió más. Juzgó que el honor de su padre había sido injuriado y decidió intervenir. Tomó al molesto visitante con una mano por la nuca y la otra por las asentaderas, lo levantó como si se tratara de una bolsa de papas, lo llevó hasta el cerco que daba a la calle y procedió a arrojarlo al otro lado.

## Primeros combates

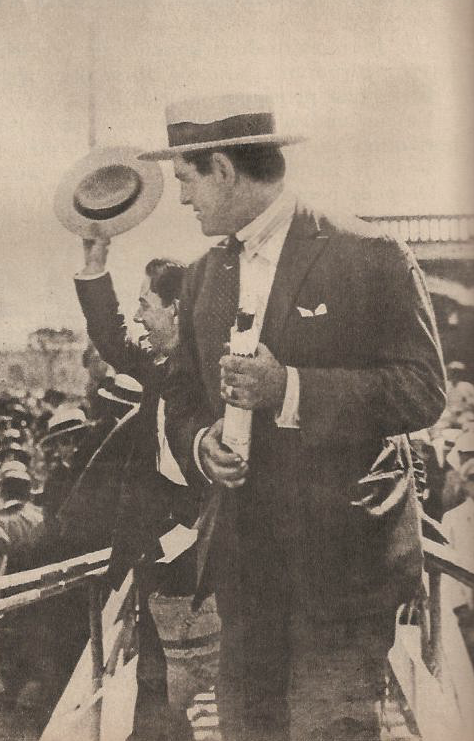
Firpo partiendo a EE. UU. para enfrentar a Bill Brennan.

Firpo comienza su carrera profesional el 10 de diciembre de 1917 en Buenos Aires, disputando un combate contra Frank Hagney. Originalmente el fallo del jurado fue sin decisión, pero posteriormente fue cambiado dándole la pelea por ganada a Firpo.
Desde 1918 hasta 1920 realiza 10 peleas en Uruguay y Chile, de las cuales gana 7 por nocaut y una por puntos, y pierde una por nocaut y otra por puntos.
Desde mediados de 1920 hasta fines de 1921 combate en 7 oportunidades, 6 de ellas en Argentina (incluyendo una exhibición) y una en Chile. Nuevamente obtiene buenos resultados: 5 triunfos (4 de ellos por nocaut) y una pelea sin definición.
En 1922 realiza su primera campaña en Estados Unidos, con 2 peleas en Newark y una en Nueva York. Sus rivales fueron Tom Maxted, Joe McCann y Jack Herman respectivamente.
Completa el año con 3 combates en Buenos Aires: 2 exhibiciones y una pelea que gana por nocaut.
En 1923 realiza su segunda campaña en Estados Unidos, incluyendo también peleas en Cuba y México. Combate con boxeadores como Bill Brennan, Jim Hibbard, Jack McAuliffe, Jack Herman, Jim Hibbard, Jess Willard, Natalio Pera, Pat McCarthy, Joe Burke, Homer Smith, Charley Weinert y Joe Downey. Fueron 9 peleas (de las cuales gana 7 por nocaut, una por nocaut técnico y una por puntos) más 4 exhibiciones.

## La pelea del siglo

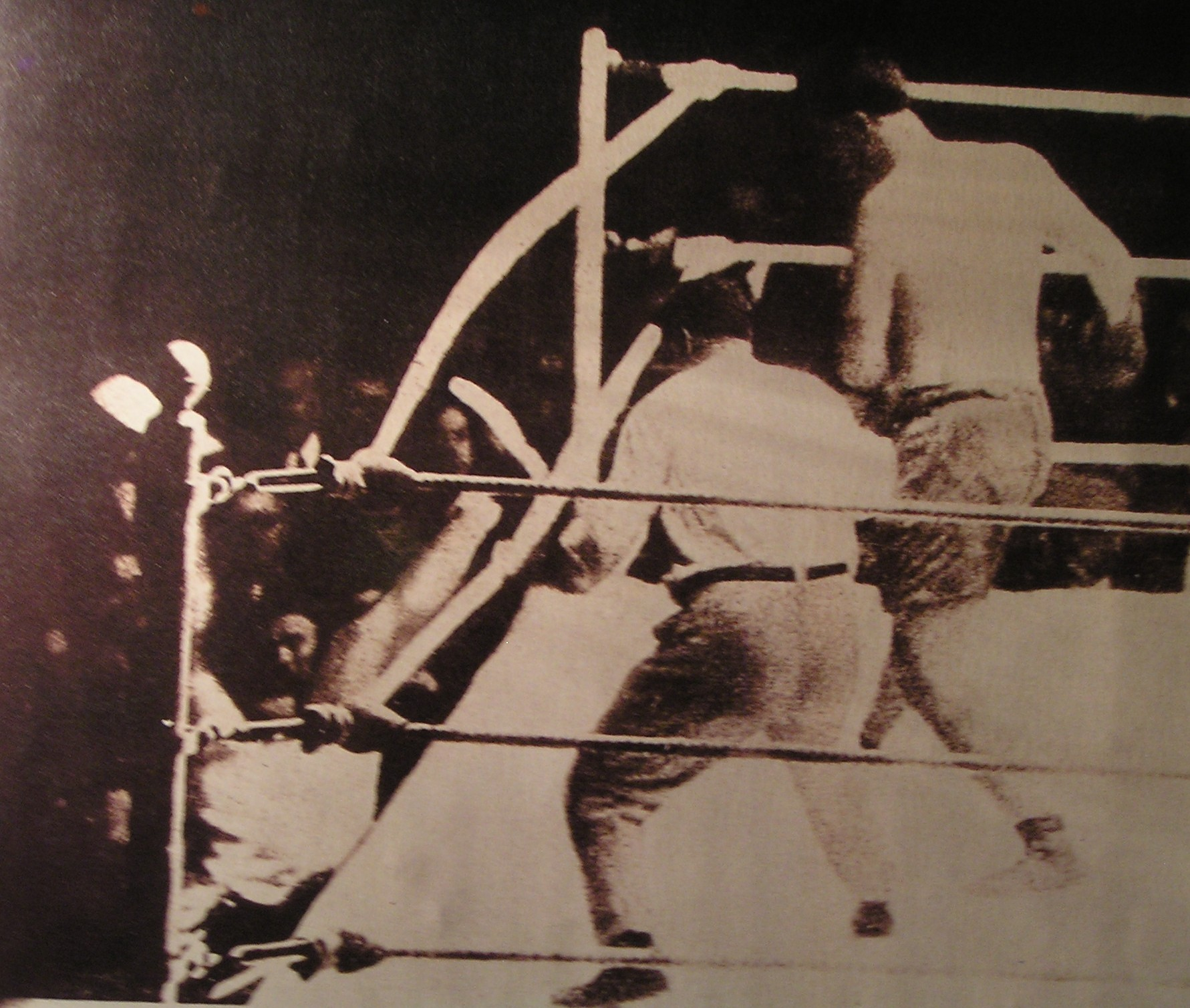
Firpo sacando del ring a Dempsey. Fotoradio de la revista El Gráfico.

La cúspide de su campaña llegó cuando tuvo la oportunidad de pelear por el título mundial de todos los pesos, enfrentando nada más ni nada menos que a Jack Dempsey, uno de los mayores boxeadores de la historia. Era la primera vez que un iberoamericano llegaba a esa instancia. En ese momento Firpo tenía 28 años.

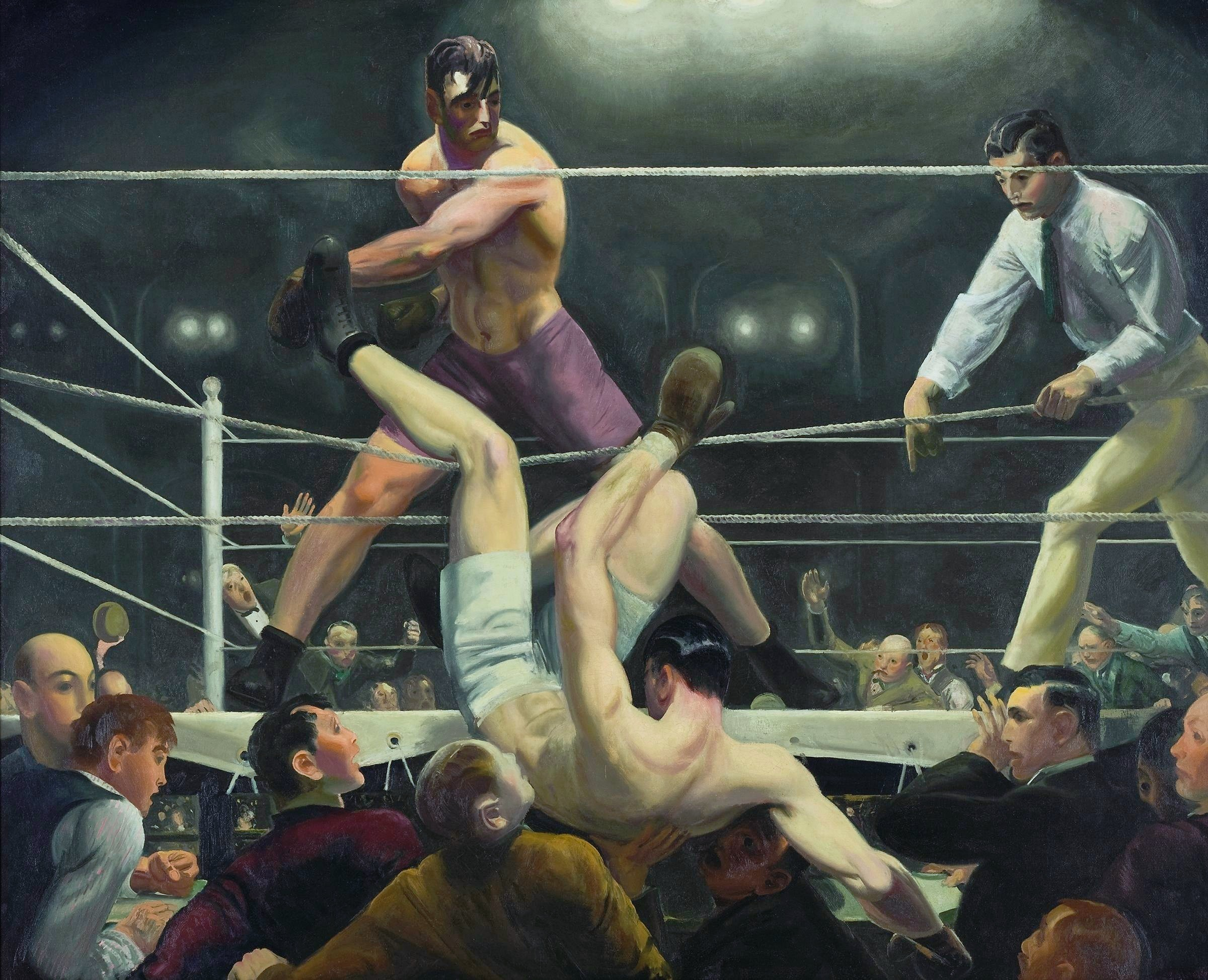
"Dempsey y Firpo", pintura de George Wesley Bellows, 1924.

Fue el 14 de septiembre de 1923 en el estadio Polo Grounds de Nueva York, ante 80.000 espectadores. Inmediatamente Firpo exhibió toda su energía al derribar a Dempsey con un golpe de derecha en el comienzo de la pelea. Pero Dempsey se recuperó rápidamente, acometió sobre su rival y derribó a Firpo siete veces.
Llegando al final del primer asalto, Firpo acorraló a Dempsey contra las cuerdas y con un certero golpe a la barbilla lo arrojó fuera del cuadrilátero. Dempsey cayó sobre los periodistas, golpeándose la cabeza contra una máquina de escribir, sufriendo un corte en la parte posterior de su cabeza. Dempsey estuvo entre 14 y 17 segundos fuera del ring, sin embargo el árbitro llegó solo a la cuenta de 9 cuando Dempsey logró regresar, ayudado por los periodistas. Esta cuenta increíblemente lenta, sumado al hecho que Dempsey no volvió al ring por sus propios medios, hizo que muchos reclamaran que Firpo debió haber sido declarado ganador por nocaut. En Buenos Aires, la noticia de que el estadounidense había sido despedido del ring se vivió con júbilos, que se transformaría segundos más tarde en indignación, cuando en el segundo asalto, Dempsey ya se había recuperado y logró derribar tres veces a Firpo, hasta que la pelea fue detenida a los 57 segundos, declarando ganador a Dempsey por nocaut, conservando su corona. El árbitro, Jack Gallagher, fue suspendido cinco semanas después por la Comisión Municipal de Nueva York por su conteo, pero la injusticia ya había sido cometida.
A la película original de la pelea –adquirida por el propio Dempsey a la productora norteamericana– le fueron recortados los 14-17 segundos donde el estadounidense es expulsado del ring, visualizándose únicamente su caída y posterior reincorporación. Una copia de este metraje fue comprado al propio Dempsey por el periodista argentino Carlos Alberto Aguilar, para su serie documental Ayer, siendo la primera vez que se pudo observar la pelea en la televisión de Argentina.
El responsable del apodo "Toro Salvaje" ("Wild Bull" en inglés) o "Toro Salvaje de las Pampas" ("Wild Bull of the Pampas") fue el periodista neoyorquino Damon Runyon, quien lo bautizó así en una de sus notas periodísticas.

## Resto de su carrera

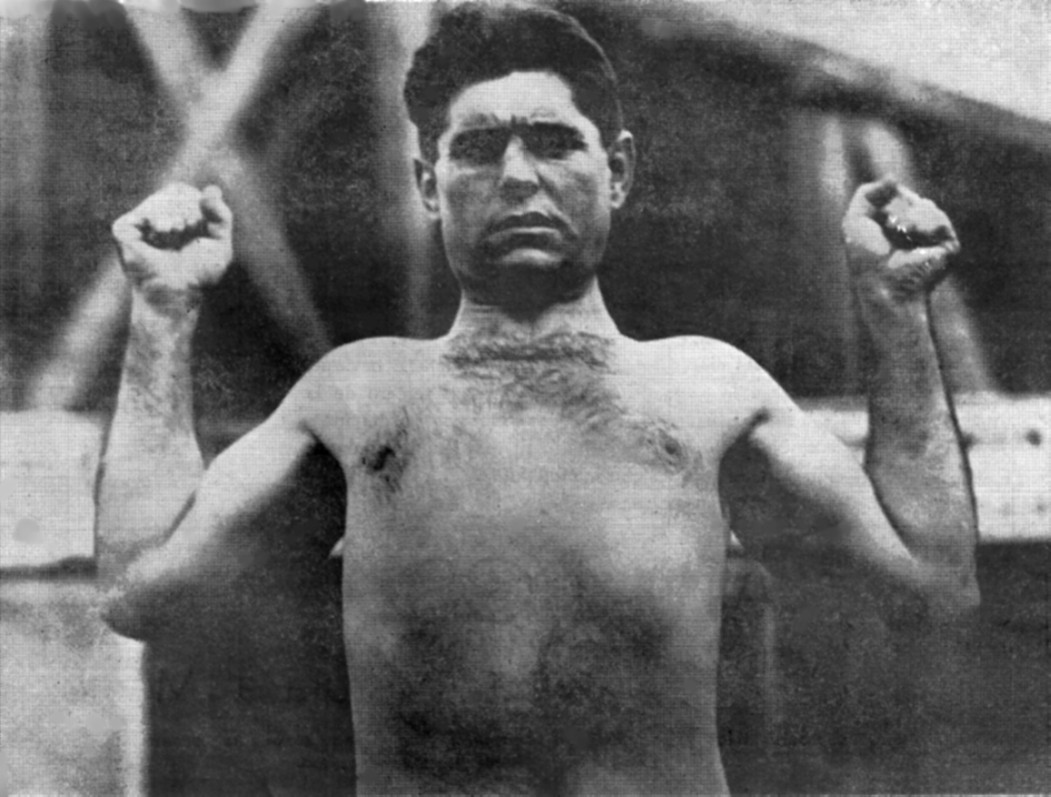
Luis Ángel Firpo.

Luego de la pelea del siglo, Firpo realiza cinco exhibiciones en Montreal, Lima y Buenos Aires. Regresa a los combates profesionales a principios de 1924, realizando 3 peleas en Buenos Aires: fiel a su estilo, gana 2 por nocaut y una por nocaut técnico. A fines de 1924 vuelve a Estados Unidos, donde combate en dos oportunidades sin definición.
En 1926 Firpo pelea en Argentina contra Erminio Spalla, ganando por puntos el que pareció ser su último combate profesional. Sin embargo, regresa 10 años después, en 1936, disputando 3 peleas más. En ese momento Firpo tenía 41 años, pero logró ganar las dos primeras por nocaut y perdió la última por abandono, contra Arturo Godoy, retirándose definitivamente del boxeo profesional.

## Retiro del boxeo y fallecimiento
Al regresar de su segunda gira por Estados Unidos, Firpo había tomado la representación de los automóviles Stutz, y posteriormente instaló un criadero de aves en Florencio Varela.
Ya retirado del boxeo, se dedicó principalmente a la ganadería, realizando una carrera en este rubro con el mismo éxito que tuvo como boxeador. Fue propietario de varias estancias, como "Los Amigos" (en Bayauca, a 30 km de Junín), "Sin Tregua" y "Sin Descanso" (cerca de Ordoqui en Carlos Casares, "La Marión" (en Ameghino), "La Milanesa" (cerca de Luján) y tierras en Mercedes.
En 1952 actuó en el filme Nace un campeón y en 1954 fue condecorado como "Caballero del Deporte", en reconocimiento a sus méritos.
En todo momento Firpo visitó Junín, su ciudad natal, que siempre supo recordar su impresionante trayectoria.
Luis Ángel Firpo falleció en Buenos Aires el domingo 7 de agosto de 1960, debido a un ataque cardíaco. Tenía 65 años. Sus restos descansan en una bóveda diseñada por el escultor Luis Perlotti en colaboración con Juan Carlos Ferraro,   en el Cementerio de La Recoleta, en Buenos Aires. En 1980 recibió el Premio Konex post mortem como uno de los 5 mejores boxeadores de la historia.

## Carrera profesional

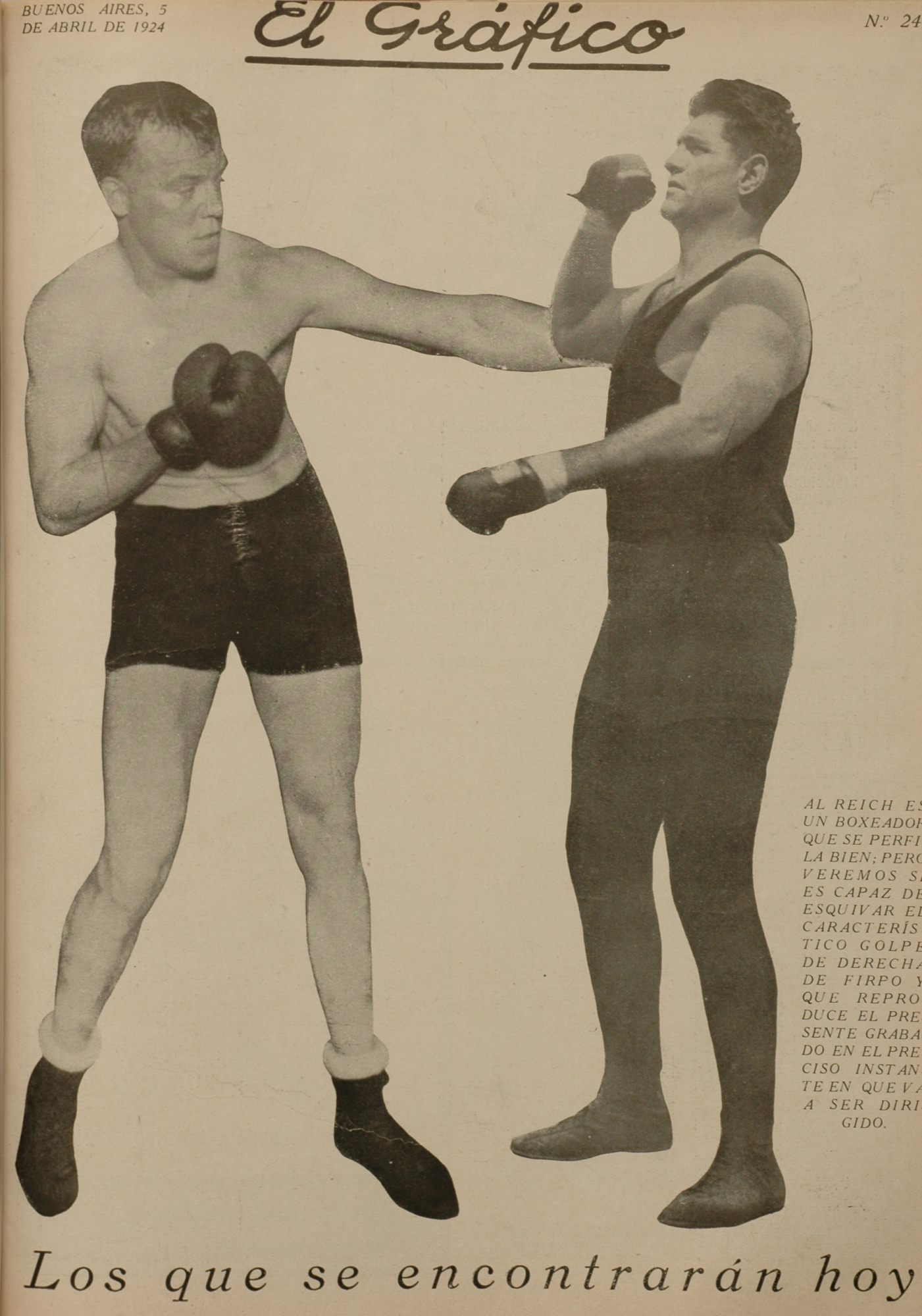
Al Reich y Firpo en la portada de El Gráfico en 1924.

| Fecha                    | Lugar                        | Rival             | Resultado | Observaciones |
| ------------------------ | ---------------------------- | ----------------- | --------- | ------------- |
| 10 de diciembre de 1917  | Buenos Aires, Argentina      | Frank Hagney      | GPP 6     |               |
| 12 de enero de 1918      | Montevideo, Uruguay          | Ángel Rodríguez   | PPKO 1    |               |
| 28 de septiembre de 1918 | Chillán, Chile               | William Daly      | GPKO 7    |               |
| 9 de noviembre de 1918   | Santiago, Chile              | Ignacio Sepulveda | GPKO 2    |               |
| 14 de diciembre de 1918  | Santiago, Chile              | Calvin Repress    | GPKO 2    |               |
| 7 de febrero de 1919     | Santiago, Chile              | Calvin Repress    | GPP 15    |               |
| 12 de abril de 1919      | Montevideo, Uruguay          | Fernando Priano   | GPKO 4    |               |
| 26 de abril de 1919      | Montevideo, Uruguay          | Arturo Manning    | GPKO 3    |               |
| 1 de noviembre de 1919   | Santiago, Chile              | Dave Mills        | PPP 15    | (1)           |
| 28 de febrero de 1920    | Valparaíso, Chile            | Andrés Balsa      | GPKO 6    |               |
| 30 de abril de 1920      | Santiago, Chile              | Dave Mills        | GPKO 1    | (2)           |
| 7 de julio de 1920       | Buenos Aires, Argentina      | Antonio Jirsa     | GPKO 1    |               |
| 11 de septiembre de 1920 | Mendoza, Argentina           | Alberto Coleman   | SD 10     |               |
| 11 de diciembre de 1920  | Buenos Aires, Argentina      | Dave Mills        | GPKO 1    | (3)           |
| 12 de marzo de 1921      | Valparaíso, Chile            | Edward Smith      | GPP 12    |               |
| 23 de abril de 1921      | Buenos Aires, Argentina      | Edward Smith      | GPKO 12   |               |
| 4 de julio de 1921       | Buenos Aires, Argentina      | Alberto Coleman   | Exhib 6   |               |
| 27 de septiembre de 1921 | Tucumán, Argentina           | Fernando Priano   | GPKO 2    |               |
| 20 de marzo de 1922      | Newark, Estados Unidos       | Tom Maxted        | GPKO 7    |               |
| 4 de abril de 1922       | Newark, Estados Unidos       | Joe McCann        | GPKO 5    |               |
| 13 de mayo de 1922       | Nueva York, Estados Unidos   | Jack Herman       | GPKO 4    |               |
| 5 de agosto de 1922      | Buenos Aires, Argentina      | Joe Boykin        | Exhib 4   |               |
| 8 de octubre de 1922     | Buenos Aires, Argentina      | Jim Tracey        | GPKO 4    |               |
| 21 de diciembre de 1922  | Buenos Aires, Argentina      | Joe Boykin        | Exhib 4   |               |
| 12 de marzo de 1923      | Nueva York, Estados Unidos   | Bill Brennan      | GPKO 12   |               |
| 23 de marzo de 1923      | Nueva York, Estados Unidos   | Jim Hibbard       | GPKO 4    |               |
| 12 de mayo de 1923       | Nueva York, Estados Unidos   | Jack McAuliffe    | GPKO 3    |               |
| 10 de junio de 1923      | La Habana, Cuba              | Jack Herman       | GPKO 2    |               |
| 17 de junio de 1923      | México, D.F., México         | Jim Hibbard       | GPKO 2    |               |
| 12 de julio de 1923      | Jersey City, Estados Unidos  | Jess Willard      | GPKO 8    |               |
| 17 de julio de 1923      | Ogdensburg, Estados Unidos   | Natalio Pera      | Exhib 6   |               |
| 19 de julio de 1923      | Boston, Estados Unidos       | Natalio Pera      | Exhib 5   |               |
| 20 de julio de 1923      | Boston, Estados Unidos       | Natalio Pera      | Exhib 5   |               |
| 21 de julio de 1923      | Boston, Estados Unidos       | Pat McCarthy      | Exhib 5   |               |
| 27 de julio de 1923      | Battle Creek, Estados Unidos | Joe Burke         | GPKO 2    |               |
| 3 de agosto de 1923      | Omaha, Estados Unidos        | Homer Smith       | GPP 10    |               |
| 13 de agosto de 1923     | Filadelfia, Estados Unidos   | Charley Weinert   | GPKOT 2   |               |
| 17 de agosto de 1923     | Indianápolis, Estados Unidos | Joe Downey        | Exhib 4   |               |
| 14 de septiembre de 1923 | Nueva York, Estados Unidos   | Jack Dempsey      | PPKO 2    | (4)           |
| 26 de septiembre de 1923 | Montreal, Canadá             | Natalio Pera      | Exhib 2   |               |
| 26 de septiembre de 1923 | Montreal, Canadá             | Elzear Rioux      | Exhib 2   |               |
| 4 de noviembre de 1923   | Lima, Perú                   | Natalio Pera      | Exhib 4   |               |
| 4 de noviembre de 1923   | Lima, Perú                   | Calvin Repress    | Exhib 4   |               |
| 8 de diciembre de 1923   | Buenos Aires, Argentina      | Joe Boykin        | Exhib 4   |               |
| 24 de febrero de 1924    | Buenos Aires, Argentina      | Walter Lodge      | GPKO 5    |               |
| 7 de marzo de 1924       | Buenos Aires, Argentina      | Erminio Spalla    | GPKOT 14  |               |
| 5 de abril de 1924       | Buenos Aires, Argentina      | Al Reich          | GPKO 1    |               |
| 24 de abril de 1924      | Buenos Aires, Argentina      | Miguel Ferrara    | Exhib 4   |               |
| 11 de septiembre de 1924 | Jersey City, Estados Unidos  | Harry Wills       | SD 12     |               |
| 13 de noviembre de 1924  | Newark, Estados Unidos       | Charley Weinert   | SD 12     |               |
| 3 de abril de 1926       | Buenos Aires, Argentina      | Erminio Spalla    | GPP 10    |               |
| 9 de mayo de 1936        | Buenos Aires, Argentina      | Saverio Grizzo    | GPKO 1    |               |
| 25 de mayo de 1936       | Rosario, Argentina           | José Habarta      | GPKO 3    |               |
| 11 de junio de 1936      | Buenos Aires, Argentina      | Arturo Godoy      | PPA       |               |

Observaciones:

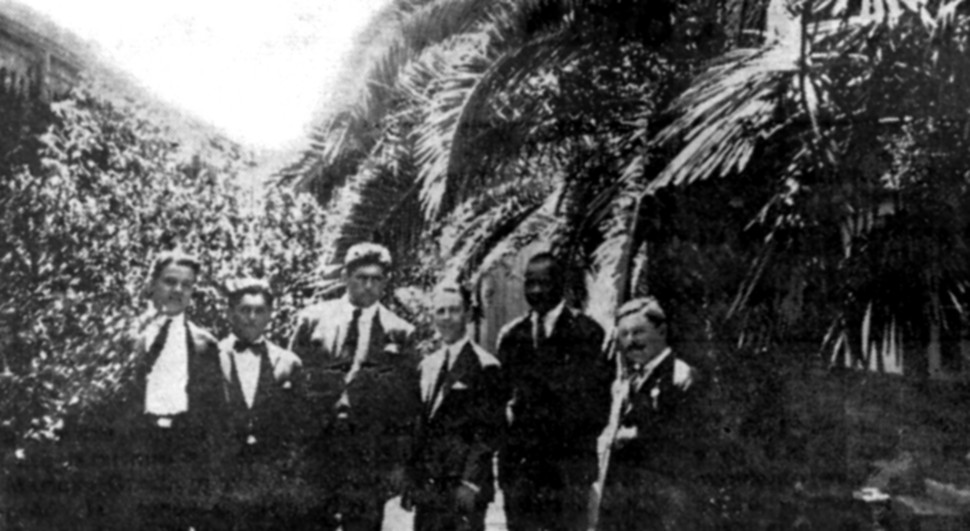
Firpo (tercero desde la izquierda) en 1921 en el patio del cine-bar "Rivadavia", ubicado frente a la plaza 25 de Mayo, en Junín.

- (1) Falla en su intento por obtener el título de campeón sudamericano de pesos pesados.
- (2) Obtiene el título de campeón sudamericano de pesos pesados.
- (3) Retiene el título de campeón sudamericano de pesos pesados.
- (4) La "Pelea del Siglo" por el campeonato mundial de pesos pesados.

Referencias:
- Exhib: Exhibición.
- GPKO: Ganó por nocaut.
- GPKOT: Ganó por nocaut técnico.
- GPP: Ganó por puntos.
- PPA: Perdió por abandono.
- PPKO: Perdió por nocaut.
- PPP: Perdió por puntos.
- SD: Sin definición.

## Película
Inspirada en la vida de Firpo e incluyendo secuencias de algunas de sus peleas, se hizo la película La vuelta del toro salvaje, dirigida por Carlo Campogalliani en 1924.

## Legado

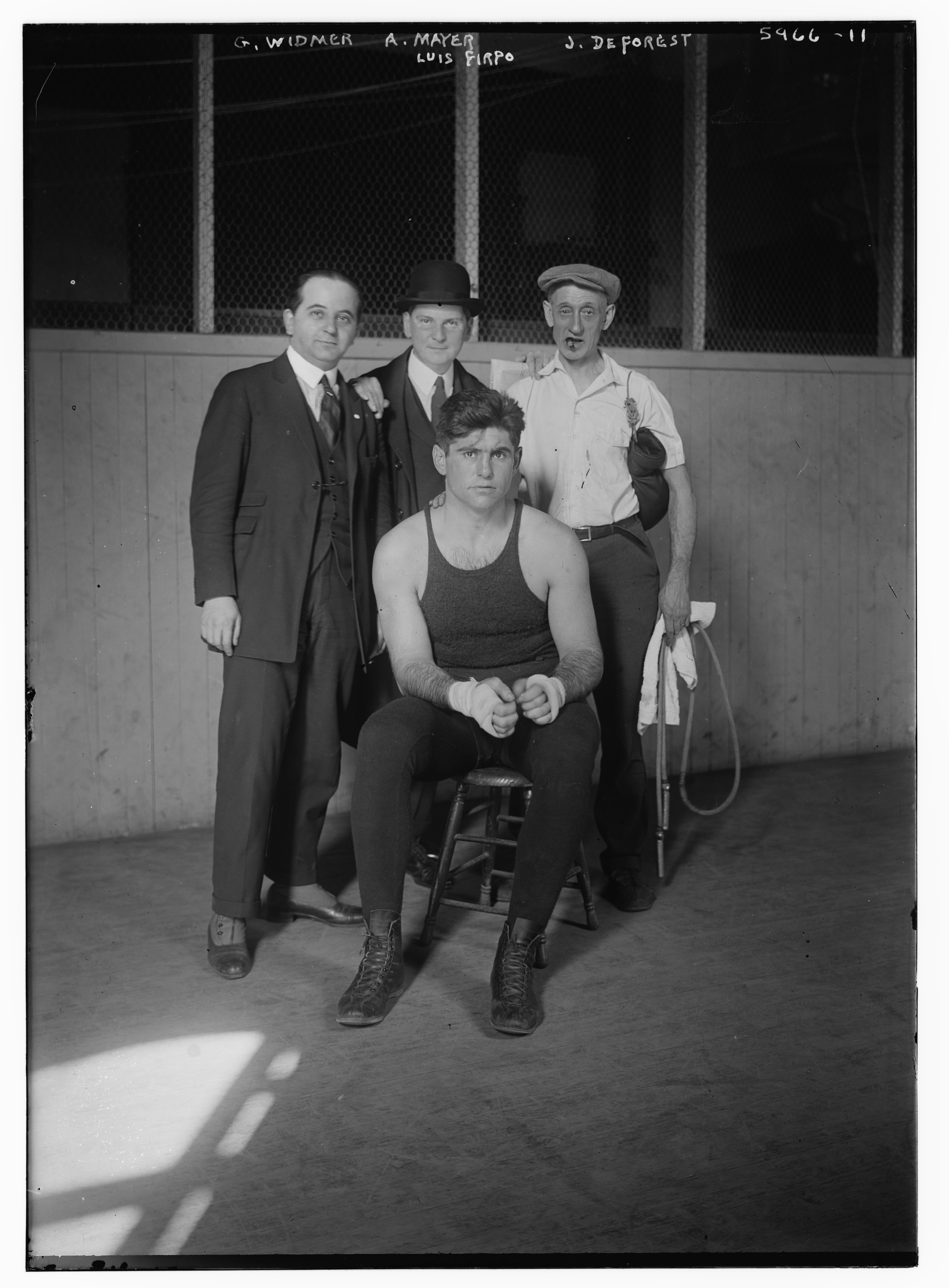
Luis Firpo y sus entrenadores Widmer, Mayer y DeForest.

- En Junín, su ciudad natal, se homenajeó a Firpo con una calle que lleva su nombre. Nace en la Avenida Benito De Miguel al 900, hacia el sudeste, en el barrio Padre González. Además, una placa señala el domicilio donde nació, ubicado en la calle Lavalle 215, aunque la construcción actual no es la misma.
- En El Salvador existe un equipo de fútbol de primera división, varias veces campeón, que lleva por nombre "Club Deportivo Luis Ángel Firpo" en honor a este boxeador argentino.
- El artista George Wesley Bellows pintó en 1924 el cuadro llamado "Dempsey and Firpo", actualmente expuesto en el Museo Whitney de Arte Americano de Nueva York.
- Con referencia a esta pintura, la misma sirvió de inspiración para el caricaturista Matt Groening, quién desarrolló una escena similar para su serie animada Los Simpson. La recreación se da en el capítulo 3 de la 8.ª temporada ("Homero por el título"), donde el protagonista Homero Simpson comienza una incursión en el mundo del boxeo. Con el objetivo de retar al campeón mundial de los pesados Rufo Tatum (parodia de Mike Tyson), Homero comienza una escalada entre las cuales figura un combate en el que saca a su rival afuera del ring, recreando el momento en el que Firpo hizo lo propio con Dempsey.[10]
- El escritor Julio Cortázar se ocupó también del tema en su libro La vuelta al día en 80 mundos, publicado en 1967.
- La película "Más dura será la caída", dirigida por Mark Robson y protagonizada por Humphrey Bogart, refleja la estancia de Firpo en Estados Unidos y su pelea con Jack Dempsey.
- El escritor argentino Martín Kohan escribe en 2005 la novela Segundos afuera, en la cual se relata, paralelamente a la acción principal, la famosa caída de Dempsey segundo a segundo, desde la perspectiva del árbitro y del propio Dempsey. El título hace referencia a la polémica cuenta del árbitro.
- La canción Luchador de Boedo de la banda de indie rock argentina Bestia Bebé está dedicada a Firpo.
- En la película Rocky el personaje de Mickey le hace mención de la pelea entre Firpo y Dempsey cuando lo intenta convencer a Rocky de convertirse en su mánager.